# Jean-Pierre Lacroux
Jean-Pierre Lacroux est un écrivain, correcteur, dessinateur et typographe français, né le 10 mars 1947 à Wildbad, et mort le 12 novembre 2002 à Bruxelles.

## Biographie
Jean-Pierre Lacroux a été dessinateur de presse pour Pilote, Le Monde, France nouvelle et Révolution. Avec Pym, il a publié dans L'Humanité, de 1977 à 1981, la petite bande dessinée des Affreux.
Dans les dernières années de sa vie, il a participé à des forums de discussion Usenet sur la langue française et la typographie. Il est enfin l’auteur principal, à titre posthume, d’Orthotypographie (Orthotypo — Orthographe et Typographie françaises, Dictionnaire raisonné) ; celui-ci est disponible en ligne. Il en existe une version imprimée Orthotypo (Paris, Quintette, 372 pages, 21 × 14,5 cm  (ISBN 978-2-86850-147-9)).

## Œuvres
- Panique à Calixta (Paris, Ramsay, 1985)
- La Mémoire des Sergent-Major, avec Lionel Van Cleem (Paris, Ramsay & Quintette, 1988)
- Une affaire de stylos, avec Pierre Haury (Paris, Seghers & Quintette, 1990)
- Papier (Paris, Seghers & Quintette, 1991)
- Nihil obstat (Paris, Quintette, 2001) [nouvelle édition de Panique à Calixta]
- Une petite histoire du papier (Paris, Quintette, 2001) [nouvelle édition de Papier]
- Typographique Tombeau de Jean-Pierre Lacroux (La liste typo, 2003) [recueil d’interventions sur la liste de diffusion Typographie[5]]
- Orthotypographie : Orthographe et Typographie françaises, Dictionnaire raisonné, 2007 (lire en ligne)